# Ermita de la Verge de Loreto de les Useres
L'ermita del Loreto de les Useres, és un lloc de culte catòlic que està situada dins del nucli poblacional de les Useres i presenta una catalogació genèrica com a Bé Immoble de Rellevància Local, amb codi: 12.04.122-004, segons la Disposició Addicional Cinquena de la Llei 5/2007, de 9 de febrer, de la Generalitat, de modificació de la Llei 4/1998, de 11 de juny, del Patrimoni Cultural Valencià (DOCV Núm. 5.449 / 13/02/2007)

## Descripció històrica-artística
Es tracta d'una petita capella situada a la plaça de Loreto, dins el nucli poblacional de les Useres. L'ermita es troba adossada pel costat esquerre a habitatges, mentre que està exempta pel dret.
L'ermita està datada del segle xvii, però d'aquest edifici no queda res i va ser substituït per l'actual que es va construir posteriorment.
La façana principal, de forma rectangular, presenta una àmplia porta en arc de mig punt, a la part alta de la cornisa té una espadanya construïda amb maons per a una sola campana, rematada amb creu de forja i ornaments de pinyes en ambdós extrems.
Per la seva banda, a l'interior presenta sòl de terratzo amb sòcol pintat a les parets. En l'altar es pot veure la imatge de la Mare de Déu de Loreto .